# Emoia cyanura
Emoia cyanura este o specie de șopârle din genul Emoia, familia Scincidae, descrisă de René-Primevère Lesson în anul 1826. Conform Catalogue of Life specia Emoia cyanura nu are subspecii cunoscute.